# Aristophon (Maler)
Aristophon (griechisch Ἀριστοφῶν Aristophṓn) war ein griechischer Maler aus Thasos, der von etwa 470/460 v. Chr. bis möglicherweise um 420 v. Chr. wirkte.
Aristophon war Sohn und Schüler des Aglaophon und der jüngere Bruder des berühmten Malers Polygnot. Von Plinius wird er zu den Künstlern zweiten Ranges, primis proximi, gezählt. Von seinen Gemälden sind aus der schriftlichen Überlieferung folgende Werke bekannt: der vom Eber verwundete Ankaios, der von seiner Mutter Astypalaia betrauert wird; ein weiteres Werk, von Plinius äußerlich als numerosa tabula, also aus zahlreichen Tafeln bestehend, beschrieben, brachte eine Reihe mythischer Personen und Personifikationen zur Darstellung – Priamos, Helena, die Leichtgläubigkeit (Credulitas), Odysseus, Deiphobos und den Betrug (Dolus). Vermutlich handelte es sich um eine Szene aus der Endphase des Trojanischen Krieges, als Helena bereits mit Deiphobos verheiratet war und Odysseus als Bettler verkleidet in Troja mit Helena den Plan zur Eroberung der Stadt ausheckte. Ein weiteres Gemälde stellte den Argonauten Philoktetes dar.
Möglicherweise sind Werke, die Satyros von Kallatis dem Sohn des Aristophon, dem jüngeren Aglaophon, zuwies, eigentlich mit Aristophon zu verbinden. Denn zumindest eines dieser Alkibiades darstellenden Werke wird von Plutarch als dessen Gemälde genannt: Alkibiades, „vom Gesicht her schöner als eine Frau“, in den Armen der Nemea sitzend, bei deren Spielen Alkibiades im Wagenrennen siegreich war.
Von Stil und Technik Aristophons ist keine Vorstellung zu gewinnen.